# Richard Michael Wilson
Richard Michael Wilson (Gary, Indiana, 23 de novembro de 1945) é um matemático estadunidense, professor do Instituto de Tecnologia da Califórnia (Caltech).

## Publicações
- Jacobus H. van Lint; Richard M. Wilson (2001). A course in combinatorics. [S.l.]: Cambridge University Press. ISBN 9780521006019. LCCN 2002276170
- Peter Frankl; Vojtech Rödl; Richard M. Wilson (1988). «The number of submatrices of a given type in a Hadamard matrix and related results». Journal of Combinatorial Theory. 44 (3): 317–328. doi:10.1016/0095-8956(88)90040-8
- Jacobus H. Van Lint; Richard M. Wilson (1986). «On the minimum distance of cyclic codes». IEEE Transactions on Information Theory. 32 (1): 23–40. doi:10.1109/TIT.1986.1057134
- Peter Frankl; Richard M. Wilson (1986). «The Erdös-Ko-Rado theorem for vector spaces». Journal of Combinatorial Theory. 43 (2): 228–236. doi:10.1016/0097-3165(86)90063-4
- Jacobus H. Van Lint; Richard M. Wilson (1986). «Binary cyclic codes generated by mira7». IEEE Transactions on Information Theory. 32 (2)
- Paul Erdös; Joel C. Fowler; Vera T. Sós; Richard M. Wilson (1985). «On 2-Designs». Journal of Combinatorial Theory. 38 (2): 131–142. doi:10.1016/0097-3165(85)90064-0
- Richard M. Wilson (1984). «The exact bound in the Erdös - Ko - Rado theorem». Combinatorica. 4 (2): 247–257. doi:10.1007/BF02579226
- R. D. Baker; Jacobus H. Van Lint; Richard M. Wilson (1983). «On the Preparata and Goethals codes». IEEE Transactions on Information Theory. 29 (3): 342–344. doi:10.1109/TIT.1983.1056675
- Richard M. Wilson (1983). «Inequalities for t Designs». Journal of Combinatorial Theory. 34 (3): 313–324. doi:10.1016/0097-3165(83)90065-1
- Peter Frankl; Richard M. Wilson (1981). «Intersection theorems with geometric consequences». Combinatorica. 1 (4): 357–368. doi:10.1007/BF02579457
- L. W. Beineke; R. S. Wilson (1978). «Selected topics in graph theory»
- R. Baker; R. M. Wilson (1977). «Nearly Kirkman triple systems»
- R. M. Wilson; D. L. Teuber; D. T. Thomas; J. R. Watkins; C. M. Cooper (1977). «The MSFC Image Data Processing System». IEEE Computer. 10 (8): 37–44. doi:10.1109/C-M.1977.217821
- N. L. Biggs; E. K. Lloyd; R. J. Wilson (1976). «Graph Theory: 1736-1936»
- J. J. Gibson; Richard M. Wilson (1976). «The Mini-State-A Small Television Antenna». IEEE Transactions on Consumer Electronics. 22 (2): 159–175. doi:10.1109/TCE.1976.266778
- Richard M. Wilson (1975). «An Existence Theory for Pairwise Balanced Designs, III: Proof of the Existence Conjectures». Journal of Combinatorial Theory. 18 (1): 71–79. doi:10.1016/0097-3165(75)90067-9
- R. M. Wilson (1975). «Decomposition of complete graphs into subgraphs isomorphic to a given graph»
- R. M. Wilson (1974). «Constructions and uses of pairwise balanced designs». Combinatorica. 16: 19–42. doi:10.1007/978-94-010-1826-5_2
- R WILSON (1974). «Graph puzzles, homotopy, and the alternating group*1». Journal of Combinatorial Theory. 16 (1): 86–96. doi:10.1016/0095-8956(74)90098-7
- R. M. Wilson (1974). «Concerning the number of mutually orthogonal latin squares». Discrete Mathematics. 9 (2): 181–198. doi:10.1016/0012-365X(74)90148-4
- R. M. Wilson; J Fawcett (1974). «Dynamics of the slider-crank mechanism with clearance in the sliding bearing». Mechanism and Machine Theory. 9 (1): 61–80. doi:10.1016/0094-114X(74)90008-1
- J. Doyen; Richard M. Wilson (1973). «Embeddings of Steiner triple systems». Discrete Mathematics. 5 (3): 229–239. doi:10.1016/0012-365X(73)90139-8
- R. M. Wilson (1973). «The necessary conditions for t-designs are su cient for something»
- L. W. Beineke; R. J. Wilson (1973). «On the edge-chromatic number of a graph». Discrete Mathematics. 5 (1): 15–20. doi:10.1016/0012-365X(73)90023-X
- R WILSON (1973). «Electron emission from Al2O3 in cesium vapor». Surface Science. 38 (1): 261–264. doi:10.1016/0039-6028(73)90293-8
- Richard M. Wilson (1972). «An Existence Theory for Pairwise Balanced Designs I. Composition Theorems and Morphisms». Journal of Combinatorial Theory. 13 (2): 220–245. doi:10.1016/0097-3165(72)90028-3
- R. M. Wilson (1972). «Cyclotomy and difierence families in elementary abelian groups»
- R. M. Wilson (1972). «An existence theory for pairwise balanced designs I». Journal of Combinatorial Theory. 13: 220–245. doi:10.1016/0097-3165(72)90028-3
- Richard M. Wilson (1972). «An Existence Theory for Pairwise Balanced Designs II. The Structure of PBD-Closed Sets and the Existence Conjectures». Journal of Combinatorial Theory. 13 (2): 246–273. doi:10.1016/0097-3165(72)90029-5